# Nico Selenati
Nico Selenati (Uster, 30 de julio de 1996) es un deportista suizo que compite en ciclismo en las modalidades de pista y ruta. En los Juegos Europeos de Minsk 2019 obtuvo una medalla de bronce en la prueba de persecución por equipos.

## Medallero internacional
| Juegos Europeos | Juegos Europeos     | Juegos Europeos   | Juegos Europeos         |
| Año             | Lugar               | Medalla           | Competición             |
| --------------- | ------------------- | ----------------- | ----------------------- |
| 2019            | Minsk (Bielorrusia) | Medalla de bronce | Persecución por equipos |

1. ↑  Compitió en la ronda de clasificación.